# Ivan Martin Divald
Ivan Martin Divald (Divalt, Dibald, Riwald, Rivalt, Dibaldt, Diewald ili Diwaldt) (Budim, Mađarska, 1743. – Osijek, 28. veljače 1806.), hrvatski tipograf i tiskar, poduzetnik, pionir tiskarstva u Osijeku, osječki gradski zastupnik

## Životopis
Rođen 1743. godine. Nije sasvim izvjesno koji je pravi oblik njegova prezimena. Osječani danas rabe dvije inačice njegova prezimena: Divald i Divalt (kao i ulica). U Beču izučavao tipografski zanat. Boravio u Budimu. U Osijek doselio 1775. godine. Moguće je da mu obitelj potječe upravo iz Osijeka ili da je bio Osječanin. Dr. Bösendorfer pretpostavio je da je on sam znao ili da su ga osječki rođaci na vrijeme upozorili da je u Osijeku prestala raditi franjevačka tiskara (carskom naredbom o zabranjen je rad tiskarama koje nemaju carski privilegij) i pozvali ga osnovati svoju. 25. listopada 1775. godine dobio je carski privilegij na natječaju i uručena je koncesija za tipografiju. Mnogo tog argumentira da je Divald kupio franjevačku tiskaru (radila oko 1735. do 1774.), jer slova na kanon-pločama u osječkoj franjevačkoj crkvi, potom crkvi sv. Mihajla, i na kanon-ploči na glavnom oltaru župne crkve u Petrijevcima, istovjetna su onima kojima su se najprije služili franjevački tiskari, a potom i sam Divald. Svoju tiskaru nadopunio je njemačkim slovima naručenim iz Beča, jer franjevci su imali samo hrvatska i latinska. S Divaldovom tiskarom razmahao se kulturni preporod u Slavoniji. Hrvatska slavonska književnost kulminirala je oko nje, i oko njegove tiskare okupili se svi jači slavonski intelektualci 18. stoljeća iz djelujući u Osijeku i izvan Osijeka. Tiskao je kalendare, molitvenike kojih se mnogo prodalo na prošteništima, elegije, disputacije učenih teologa. 1779. tiskao je Satira Antuna Matije Reljkovića. Divald je bio gradski zastupnik 1789. godine. Njegovoj tiskari slijedile su teške godine, jer nasljednici nisu bili tako dobri. Okolnosti nisu išle na ruku, jer narodnjački slobodarski zanos stvaralaštva s kraja 18. i početka 19. stoljeća, naišao je na vremena stroga centralističkog režima Habsburške Monarhije. Nevjesta Julijana r. Kovačević, supruga sina Alojzija, nakon Alojzijeve smrti je oživjela posao i pokazala se pionirkom marketinga i oglašavanja. U njegovoj tiskari tiskane su prve osječke novine - Der Volksredner (prvi broj 1848.). Sin Karlo Dragutin Divald, nastavio je voditi posao poslije Julijanine smrti, umro je mlad, a pred smrt prodao je tiskaru 1857. osječkom knjižaru i knjigoveži Dragutinu Lehmanu. Ipak, Divaldova baština postavila je dobre temelje osječkom tiskarstvu koje se razvilo, a u prvoj i poslije u drugoj Jugoslaviji bilo je prednjačilo u Hrvatskoj i cijeloj ondašnjoj Jugoslaviji.
U čast Divaldu davne 1925. godine nazvana je jedna od najdužih osječkih ulica, jedna od rijetkih koja nikad nije promijenila ime.

## Vanjske poveznice
- Divald Hrvatska tehnička enciklopedija, portal hrvatske tehničke baštine. LZMK